# Ordtrachia australis
Ordtrachia australis é uma espécie de gastrópode  da família Camaenidae.
É endémica da Austrália.